# Chiotillakaktus
Chiotillakaktus (Escontria chiotilla) är en suckulent art inom familjen kaktusar. Den förekommer naturligt i södra Mexiko. Släktet är monotypiskt.
Trädliknande, välförgrenad, 4-7 m. Ribbor 7-8 med tätt sittande till nästan sammanvuxna areoler. 10-15 radiärtaggar och en länge centraltagg, till 2 cm långa.
Blommorna är dagöppna och kommer i toppen av stammarna. De är rörformiga till något klocklika med breda fjäll på blompipen. Blomblad gula. Frukt rund, purpurbrun med fjäll på utsidan. Ätlig och delikat. Frukterna skördas och säljs lokalt i Mexico.
Det svenska namnet finns inte med i Svensk Kulturväxtdatabas men kallas Chiotilla, Jiotilla eller Quiotilla i Mexiko. Därav också det vetenskapliga artepitetet. Släktnamnet hedrar mexikanen Don Blas Escontria.
Lättodlad krukväxt som skall placeras i full sol under hela året. Vattnas ca en gång per vecka april-maj till oktober. Vid mycket varm väderlek kan mera vatten ges. Ge kvävefattig gödning i små doser. Övervintras svalt och torrt under november-mars. Temperaturen bör ligga på 10°C. Arten är storväxt och någon blomning skall man inte förvänta sig.

## Synonymer
- Cereus chiotilla F.A.C.Weber ex K.Schumann 1897
- Myrtillocactus chiotilla (K.Schumann) P.V.Heath 1992
- Myrtillocactus chiotilla f. spiralis P.V.Heath 1992